# Gornji Stupanj
Gornji Stupanj (izvirno srbsko Горњи Ступањ) je naselje v Srbiji, ki upravno spada pod Občino Aleksandrovac; slednja pa je del Rasinskega upravnega okraja.

## Demografija
V naselju živi 576 polnoletnih prebivalcev, pri čemer je njihova povprečna starost 47,9 let (47,0 pri moških in 48,8 pri ženskah). Naselje ima 209 gospodinjstev, pri čemer je povprečno število članov na gospodinjstvo 3,22.
|  |

| Demografija | Demografija     | Demografija     |
| Leto        | Št. prebivalcev | Št. prebivalcev |
| ----------- | --------------- | --------------- |
|             |                 |                 |
|             |                 |                 |
|             |                 |                 |
|             |                 |                 |
| 1948        | 1108            |                 |
| 1953        | 1166            |                 |
| 1961        | 1101            |                 |
| 1971        | 1022            |                 |
| 1981        | 925             |                 |
| 1991        | 859             | 843             |
| 2002        | 691             | 674             |
|             |                 |                 |

| Etnična sestava po popisu iz leta 2002 | Etnična sestava po popisu iz leta 2002 | Etnična sestava po popisu iz leta 2002 | Etnična sestava po popisu iz leta 2002 | Etnična sestava po popisu iz leta 2002 |
| -------------------------------------- | -------------------------------------- | -------------------------------------- | -------------------------------------- | -------------------------------------- |
| Srbi                                   | Srbi                                   |                                        | 673                                    | 99,85%                                 |
| Neznano                                | Neznano                                |                                        | 1                                      | 0,14%                                  |